# Xiphorhynchus pardalotus
Xiphorhynchus pardalotus là một loài chim trong họ Furnariidae.